# Anneriek van Heugten
Anneriek van Heugten (Milheeze, 21 juni 1964) is een Nederlandse schrijfster van kinderboeken.

## Levensloop
Van Heugten zat op het St.-Willibrord Gymnasium in Deurne van 1976 tot 1982. Na het behalen van haar diploma studeerde ze in Brugge voor vertaler Engels, Frans en Spaans. Van 1987 tot 1994 werkte ze in Brussel als directiesecretaresse en freelance redacteur/vertaler, onder andere voor Uitgeverij Oranje en Uitgeverij Hoste (tegenwoordig De Persgroep). Ze werkte ook als copywriter en educatief redacteur.

## Debuut
Haar eerste publicaties verschenen in dagblad "Het Laatste Nieuws", en bestonden uit verhaaltjes, educatieve stukjes, boekbesprekingen etc. op de kinderpagina. In 2001 debuteerde ze als jeugdauteur met het boek Een huis vol geheimen, een verhaal dat zich (gedeeltelijk) afspeelt in het 18e-eeuwse Brugge.
De meeste boeken van Anneriek van Heugten zijn geschikt voor kinderen van een jaar of tien. Al haar boeken spelen zich (voor een deel) af in het heden, maar ze hebben vaak ook met het verleden te maken. Haar hoofdpersonen gaan, uit zichzelf of door anderen gedwongen, op zoek in het verleden en ontdekken daardoor dingen over hun familie en over zichzelf. Doordat de hoofdpersonen de waarheid stukje bij beetje ontdekken, zijn de boeken spannend: je weet niet wat er zal gaan gebeuren. Sommige van haar boeken spelen in plaatsen waar Anneriek van Heugten woont of gewoond heeft.
Haar bekendste werk is Z.E.S., een serie van zes boeken over zes kinderen in een toeristendorpje aan de kust. In elk boek lossen de kinderen een geheim uit het verleden op.

## Werk
Voor jongere kinderen heeft Anneriek de serie Jens en Lin geschreven, met voorleesverhaaltjes voor kinderen vanaf een jaar of vier. Elk deel behandelt een seizoen. Achter in de boeken zijn knutseltips en receptjes opgenomen die te maken hebben met de verhaaltjes.
Voor educatieve uitgeverij Delubas schreef Anneriek voor de series Terugblikken, Samen Lezen en Spannend!, en voor uitgeverij Abimo zijn enkele AVI-boekjes van haar hand verschenen in de serie Spik&Spek. Daarnaast werkte ze mee aan diverse lesmethodes.
Voor Uitgeverij Van Halewyck schreef Anneriek de serie 'ik lees slim - weetjes over dieren', informatieve boekjes voor beginnende lezers.
Met 'Mijn moeder is geen heks' werd ze genomineerd voor de Archeon Thea Beckmanprijs 2016.
Anneriek vertaalt ook informatieve kinderboeken uit het Engels, de teller staat inmiddels (maart 2024) op ruim 80 titels.